# قضاء أربيل
قضاء اربيل (بالكردية: قەزای ھەولێر، Navçeya Hewlêr‏) وهو قضاء يقع في مركز محافظة أربيل، ضمن إقليم كردستان، ويقع في منطقة سهلية يحيط بها من الشرق سلسلة تلال ومن الغرب نهر الزاب الأعلى يضم هذا القضاء ثلاثة نواحي هي عنكاوا وبحركة وشمامك فضلا عن 379 قرية، يتميز القضاء بفصول الأربعة.